# Não Teve Amor
"Não Teve Amor" é uma canção da cantora brasileira Joelma, gravada para seu álbum de estreia autointitulado, Joelma (2016). Foi composta por Juliano Tchula, Marília Mendonça e Rangel Castro. A canção foi gravada nos estúdios Somax, em Recife, sendo produzida pela própria intérprete em conjunto com Tovinho. A faixa foi lançada como o terceiro single do álbum em 28 de janeiro de 2016 de forma independente. Joelma caracterizou a música como um "arrochalypso", uma fusão de calypso e arrocha. Liricamente, é uma canção sobre o fim de um relacionamento.
Dirigido por Ricardo Santos, o videoclipe de "Não Teve Amor" acompanhou o lançamento da canção. No vídeo, Joelma aparece interpretando a canção em estúdio ao lado de seus músicos. A faixa alcançou o topo da parada de canções virais do Brasil no Spotify. Um extended play (EP) contendo cinco remixes da canção foi lançado em 9 de setembro de 2016 através da Universal Music.

## Antecedentes e lançamento
Em 1999, Joelma formou com o guitarrista Ximbinha, seu então marido, a Banda Calypso, que lançou 13 álbuns de estúdio e 10 álbuns ao vivo, vendendo mais de 20 milhões de cópias. Em 19 de agosto de 2015, a assessoria de imprensa da banda anunciou a separação de Joelma e Ximbinha. No Programa da Sabrina exibido em 29 do mesmo mês, ela anunciou o fim das atividades da banda para dezembro. Em novembro de 2015, foi divulgado que a cantora já estava selecionando material para seu álbum de estreia em carreira solo. "Não Teve Amor" foi lançada como o terceiro single do álbum em 28 de janeiro de 2016 de forma independente. Um extended play (EP) contendo cinco remixes da canção foi lançado em 9 de setembro de 2016 através da Universal Music.

## Composição
"Não Teve Amor" é fruto de um trabalho colaborativo entre Juliano Tchula, Marília Mendonça e Rangel Castro. A canção foi gravada nos estúdios Somax, em Recife, sendo produzida por Joelma em conjunto com Tovinho. Joelma caracterizou a música como um "arrochalypso", uma fusão de calypso e arrocha. Liricamente, é uma canção sobre o fim de um relacionamento. O portal R7 interpretou que a letra "conta a história de alguém que aprendeu a abrir os olhos e perceber que o que vivia podia ter sido tudo, menos o forte sentimento que dá título a canção", completando que a música "sugere uma nova visão do fim de algo marcante e que fez parte da vida das pessoas".
Após seu lançamento, diversos meios de comunicação e fãs da cantora começaram a levantar rumores de que a letra seria uma "indireta" para seu ex-marido Ximbinha. O então empresário de Joelma, Pedro Mota, explicou que a canção foi escolhida por ele, e não pela cantora, para integrar o repertório do álbum: "É inevitável a comparação com o relacionamento anterior de Joelma, mas o repertório dela sempre foi composto por faixas românticas. Não tem como fugir de assuntos como saudade, traição ou choro." Numa entrevista concedida para a Veja, a cantora revelou que não queria lançar a faixa "pelo que poderiam dizer, mas argumentaram que ela é linda, que tinha que entrar no disco". Em entrevistas de 2016, ela explicou que a letra poderia se encaixar em vários contextos, como um amigo falso, por exemplo.

## Apresentações ao vivo
Joelma cantou "Não Teve Amor" ao vivo em várias ocasiões durante a promoção do álbum em 2016. Ela incluiu a canção no repertório de sua primeira turnê, a Tour Avante, que teve início em 18 de março de 2016 com um show em Goiânia. No dia 31 do mesmo mês, a cantora fez a primeira apresentação televisionada da faixa no Encontro com Fátima Bernardes. Ela também se apresentou com a canção em programas de televisão como Xuxa Meneghel, Programa do Ratinho, Programa da Sabrina, Sabadão com Celso Portiolli, The Noite com Danilo Gentili, Hora do Faro, Legendários, Música Boa Ao Vivo, Gugu, Programa do Porchat, Domingo Show e Eliana. Em 25 de outubro, Joelma performou "Não Teve Amor" como parte de um medley com "Voando pro Pará" no Prêmio Multishow de Música Brasileira de 2016.

## Vídeo musical
O videoclipe de "Não Teve Amor" foi dirigido por Ricardo Santos e lançado junto com a canção em 28 de janeiro de 2016. No vídeo, Joelma aparece interpretando a canção em estúdio ao lado de seus músicos.

## Lista de faixas
Download digital e streaming
1. "Não Teve Amor" — 3:13

Download digital e streaming — Não Teve Amor (Remixes)
1. "Não Teve Amor" (Brabo Remix) — 3:33
2. "Não Teve Amor" (Pedro Sampaio Remix) — 2:57
3. "Não Teve Amor" (P. Dash Remix) — 2:37
4. "Não Teve Amor" (D-POP Remix) — 3:12
5. "Não Teve Amor" (DKVPZ Remix) — 3:27

## Desempenho comercial
"Não Teve Amor" alcançou o topo da parada de canções virais do Brasil no Spotify. Em 2025, a canção foi certificada com platina pela Pro-Música Brasil (PMB).

## Vendas e certificações
| Região                                                        | Certificação | Vendas  |
| ------------------------------------------------------------- | ------------ | ------- |
| Brasil (Pro-Música Brasil)                                    | Platina      | 80,000‡ |
| ‡vendas+valores de streaming baseados somente na certificação |              |         |